# Thiệu Toán
Thiệu Toán là một xã thuộc huyện Thiệu Hóa, tỉnh Thanh Hóa, Việt Nam.

## Địa lý
Xã Thiệu Toán nằm ở phía tây huyện Thiệu Hóa, thuộc hữu ngạn sông Chu, có vị trí địa lý:
- Phía đông giáp thị trấn Hậu Hiền và xã Thiệu Vũ
- Phía tây giáp huyện Thọ Xuân
- Phía nam giáp xã Thiệu Chính
- Phía bắc giáp xã Thiệu Ngọc và xã Thiệu Vũ.

Xã Thiệu Toán có diện tích 6,32 km², dân số năm 2022 là 6.025 người, mật độ dân số đạt 953 người/km².

## Hành chính
Xã Thiệu Toán được chia thành 5 thôn: Toán Phúc, Toán Thành, Toán Thắng, Toán Thọ, Toán Tỵ.

## Lịch sử
Vùng đất thuộc xã Thiệu Toán ngày nay, vào đầu thế kỉ 19 là các thôn xã thuộc tổng Lôi Dương, huyện Lôi Dương, phủ Thiệu Thiên: Toán Thành (tên nôm là làng Mơn, đầu thế kỉ 19 là thôn Cựu thuộc xã Cơ Điện, tổng Lôi Dương, sau năm 1945 đổi thành Toán Thành), Toán Thọ (tên nôm là làng Ruồng, đầu thế kỉ 19 là thôn Dương Xá, sau đó đổi thành Thung Dung), Toán Thắng (đầu thế kỉ 19 là thôn Sơn Nộn, sau đổi là Kỳ Điện), Toán Tỵ (tên nôm là làng Mau, trước năm 1945 gọi là Mao Xá), Toán Phúc (trước năm 1945 là Khố Kỳ), Toán Hàng (tách ra từ Toán Tỵ. Nằm trên trục đường cái từ Thiệu Chính đi tới Cầu Kè).
Năm 1826, huyện Lôi Dương thuộc về phủ Thọ Xuân.
Đến trước Cách mạng tháng Tám (1945), các thôn xã nói trên chuyển về thuộc huyện Thụy Nguyên, phủ Thiệu Hóa.
Cuối năm 1945, huyện Thụy Nguyên đổi thành huyện Thiệu Hóa.
Tháng 12 năm 1945, xã Huy Toán được thành lập và được đặt theo tên của ông Lê Huy Toán, liệt sỹ, Bí thư Tỉnh ủy Thanh Hóa giai đoạn 1940 – 1942.
Tháng 3 năm 1953, xã Huy Toán được chia tách làm 2 xã là Thiệu Chính và Thiệu Toán.
Năm 1977, xã Thiệu Toán cùng với các xã phía nam sông Chu của huyện Thiệu Hóa sáp nhập với huyện Đông Sơn thành huyện Đông Thiệu.
Năm 1982, huyện Đông Thiệu đổi tên thành huyện Đông Sơn.
Năm 1996, xã Thiệu Toán thuộc huyện Thiệu Hóa mới tái lập.

## Văn hóa
Các địa điểm tổ chức hội nghị Tỉnh ủy Thanh Hóa bàn kế hoạch khởi nghĩa năm 1945.